# Cel·la fotovoltaica
|  | No s'ha de confondre amb Fotodetector. |

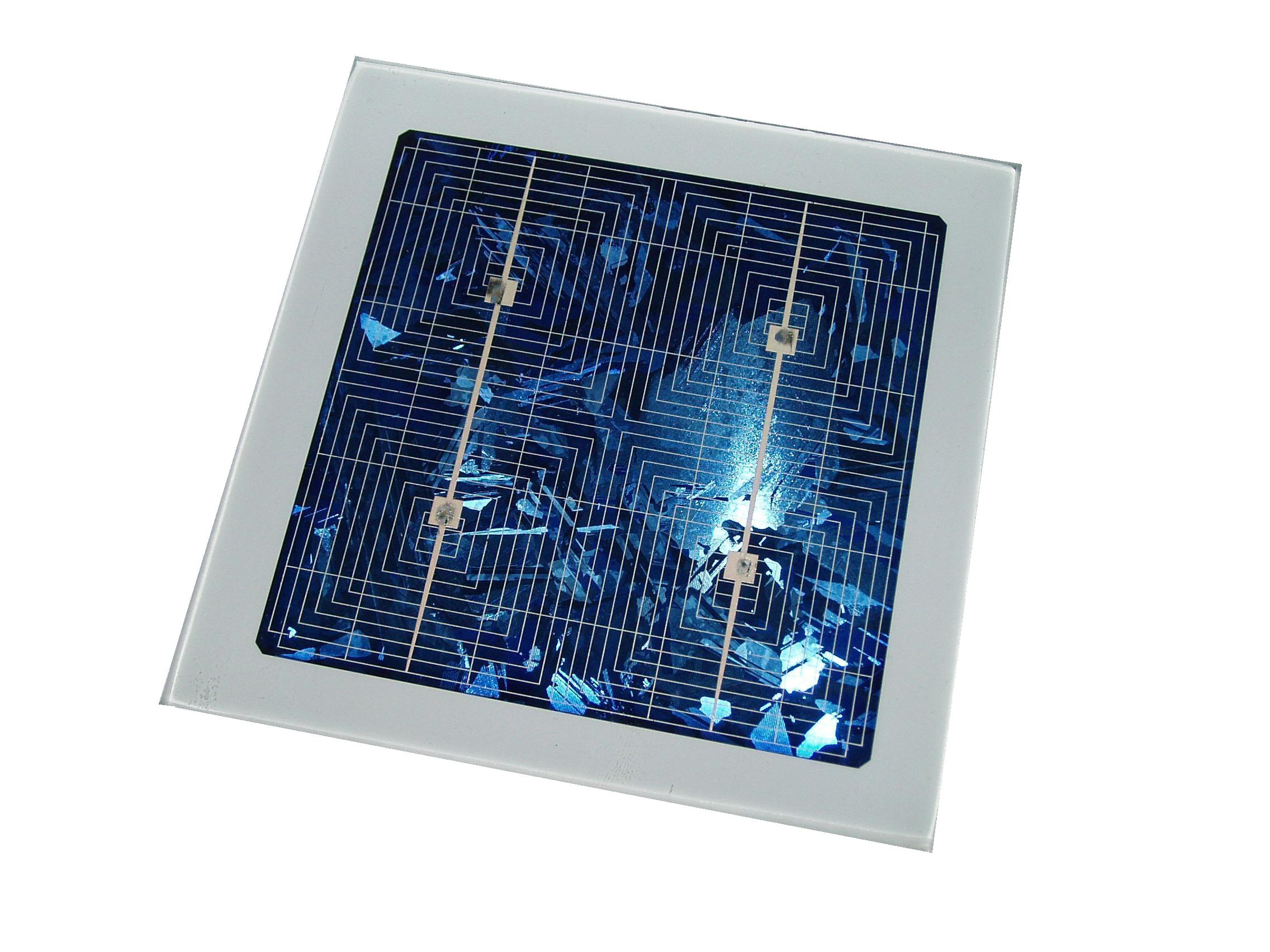
Cel·la fotovoltaica solar policristal·lina de quatre polzades

Símbol de la cel·la fotovoltaica

Una cel·la fotovoltaica, també anomenada cèl·lula fotovoltaica o cèl·lula solar és un dispositiu electrònic que permet transformar, mitjançant l'efecte fotovoltaic, l'energia solar en energia elèctrica, o més específicament, l'energia lluminosa (fotons) en electricitat (electrons).
Els compostos d'un material que presenta efecte fotovoltaic absorbeixen fotons de la llum i emeten electrons. Quan aquests electrons lliures són capturats, el resultat és un corrent elèctric que pot ser utilitzat com electricitat. Un grup de cel·les fotoelèctriques per a energia solar és conegut com a panell fotovoltaic, consisteix en una xarxa de cel·les solars connectades en circuit en sèrie per augmentar la tensió de sortida a la vegada que es connecten diverses xarxes en circuit en paral·lel per augmentar el corrent elèctric que és capaç de proporcionar el dispositiu. El tipus de corrent elèctric que proporciona és corrent continu.
L'eficiència de conversió mitjana obtinguda per les cel·les disponibles comercialment produïdes a partir de silici monocristal·lí és inferior a la de les cel·les multicapa, normalment d'arsenur de gal·li. Actualment hi ha també noves tecnologies en la producció dels panells solars que no utilitzen el silici, per exemple amb els semiconductors tel·lurur de cadmi, arsenur de gal·li i diseleniur de coure en indi.
Al grup o matriu de cel·les fotovoltaiques emprat per captar l'energia solar rep el nom de panell fotovoltaic. Els panells fotovoltaics consisteixen en una xarxa de cèl·lules solars connectades en sèrie per augmentar la tensió de sortida fins al valor desitjat (normalment s'utilitzen 12V o 24V) a la vegada que es connecten diverses xarxes en paral·lel per augmentar el corrent elèctric que és capaç de proporcionar el dispositiu.
El tipus de corrent elèctric que proporcionen és corrent continu, per tant si es necessita corrent altern o es vol augmentar la diferència de potencial, caldrà afegir-hi un inversor i/o un convertidor.

## Principi de funcionament
En un semiconductor exposat a la llum, un fotó d'energia arrenca un electró, creant en passar un forat. Normalment, l'electró troba ràpidament un forat per tornar a omplir-lo, i l'energia proporcionada pel fotó es dissipa. El principi d'una cel·la fotovoltaica és obligar els electrons i als forats a avançar cap al costat oposat del material en comptes de recombinar-se: així, es produirà una diferència de potencial i, per tant, una tensió entre les dues parts del material, com passa en una bateria elèctrica.
Per a això, es crea un camp elèctric permanent, a través d'una unió PN, entre dues capes dopades P i N respectivament:

Estructura d'una cel·la fotovoltaica

- La capa superior de la cel·la es compon de silici dopat tipus N.[note 1] En aquesta capa, hi ha un nombre d'electrons lliures més gran que a una capa de silici pur, d'aquí el nom del dopatge N, com a càrrega negativa (electrons). El material és elèctricament neutre: és la xarxa cristal·lina la que té globalment una càrrega positiva.

- La capa inferior de la cel·la es compon de silici dopat tipus P.[note 2] Aquesta capa té per tant una quantitat mitjana d'electrons lliures menor que una capa de silici pur, els electrons estan lligats a la xarxa cristal·lina que, en conseqüència, està carregada positivament. La conducció elèctrica està assegurada pels forats, positius (P).

En el moment de la creació de la unió PN, els electrons lliures de la capa N entren a la capa P i es recombinen amb els forats en la regió P. Hi haurà així durant tota la vida de la unió, una càrrega positiva en la regió N al llarg de la unió (perquè falten electrons) i una càrrega negativa a la regió a P al llarg de la unió (perquè els forats han desaparegut), el conjunt forma la zona de càrrega d'espai i hi ha un camp elèctric entre les dues, de N a P. Aquest camp elèctric fa de la zona de càrrega d'espai un díode, que només permet el flux de corrent en una direcció: els electrons poden moure's de la regió P a la N, però no en la direcció oposada i per contra els forats no passen més que de N a P.
En funcionament, quan un fotó arrenca un electró a la matriu, creant un electró lliure i un buit, sota l'efecte d'aquest camp elèctric cada un va en direcció oposada: els electrons s'acumulen en la regió N (per a convertir-se en pol negatiu), mentre que els forats s'acumulen en la regió dopada P (que es converteix en el pol positiu). Aquest fenomen és més eficaç en la zona de càrrega d'espai, on gairebé no hi ha portadors de càrrega (electrons o forats), ja que són anul·lats, o en la proximitat immediata a la zona de càrrega d'espai: quan un fotó crea un parell electró - buit, es van separar i és improbable que trobin al seu oposat, però si la creació té lloc en un lloc més allunyat de la unió, l'electró (convertit en buit) manté una gran oportunitat per recombinar abans d'arribar a la zona N (resp. la zona P). Però la zona de càrrega d'espai és necessàriament molt prima, així que no és útil donar un gran gruix a la cel·la.
En resum, una cel·la fotovoltaica és l'equivalent d'un Generador d'Energia a la que hem afegit un díode.
Cal afegir contactes elèctrics (que permetin passar la llum: en la pràctica, mitjançant un contacte de reixeta, una capa antireflectant per garantir la correcta absorció de fotons, etc.
Perquè la cel·la funcioni, i produeixi la potència màxima de corrent s'hi afegeix la banda prohibida dels semiconductors a nivell d'energia dels fotons. És possible augmentar les unions per tal d'explotar al màxim l'espectre d'energia dels fotons, el que produeix les cel·les multi-juntes.

## Tècnica de fabricació
El silici és actualment el material més habitual per a la fabricació de cel·les fotovoltaiques, anomenades cel·les fotovoltaiques de silici. S'obté per reducció de la sílice, compost més abundant en l'escorça de la Terra, en particular en la sorra o el quars. El primer pas és la producció de silici metal·lúrgic, pur al 98%, obtingut de trossos de pedres de quars provinents d'un filó mineral (la tècnica de producció industrial no parteix de la sorra). El silici de qualitat fotovoltaica ha de ser purificat fins a arribar a més de 99,999%, que s'obté mitjançant la conversió del silici en un compost químic que es destil·la i després torna a transformar-se en silici. El procés genera gasos tòxics.
El silici es produeix en barres anomenades «lingots» de secció rodona o quadrada. Aquests lingots són després tallats en làmines primes quadrades (si cal) de 200 micròmetres de gruix, anomenades «oblies». Després del tractament per a la injecció de l'enriquit amb dopant (fòsfor, arsènic, antimoni o bor) i obtenir així els semiconductors de silici tipus P o N, les oblies són «metal·litzades»: unes cintes de metall s'incrusten a la superfície i es connecten a uns contactes elèctrics. Una vegada metal·litzades, les oblies s'han convertit en cel·les solars.
La producció de cel·les fotovoltaiques requereix energia, i s'estima que un mòdul fotovoltaic ha de funcionar amb prou eficiència al voltant de 2 a 3 anys per produir l'energia que va ser necessària en la seva fabricació (mòdul de retorn d'energia). Els materials i processos de fabricació són objecte de programes de recerca ambiciosos per reduir el cost i el reciclatge de les cèl·lules fotovoltaiques. Les tecnologies de pel·lícula prima sobre substrats sense marcar va rebre l'acceptació de la indústria més moderna. El 2006 i 2007, el creixement de la producció mundial de panells solars s'ha vist obstaculitzat per la falta de cèl·lules de silici i els preus no han caigut tant com s'esperava. La indústria busca reduir la quantitat de silici utilitzat. Les cèl·lules monocristal·lines han passat de 300 micres de gruix a 200 i es pensa que arribaran ràpidament a les 180 i 150 micres, reduint la quantitat de silici i l'energia requerida, i també el preu.
Les tècniques de fabricació i característiques dels principals tipus de cèl·lules es descriuen en els següents 3 paràgrafs. Hi ha altres tipus de cèl·lules que estan en estudi, però el seu ús és gairebé insignificant.

### Cel·les de silici amorf
El silici durant la seva transformació, produeix un gas que es projecta sobre una làmina de vidre. La cel és gris molt fosc. És la cel·la de les calculadores i rellotges anomenats de «solars».
Ets cel·les van ser les primeres a ser manufacturades, ja que es podien emprar els mateixos mètodes de fabricació de díodes.
- Avantatges:
  - Funciona amb una llum difusa baixa (fins i tot en dies ennuvolats),
  - Una mica menys costosa que altres tecnologies,
  - Integració sobre suport flexible o rígid.
- Inconvenients:
  - Rendiment a ple sol baix, del 5% al 7%,[7]
  - Rendiment decreixent amb el temps (7%).

### Pila de silici monocristall

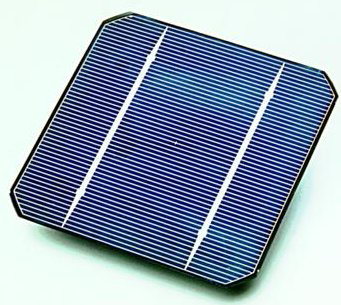
Cel·la solar

Al refredar-se, el silici fos se solidifica formant només un únic vidre de grans dimensions. Després es talla el vidre en primes capes que donen lloc a les cel·les. Aquestes cel·les generalment són un blau uniforme.
- Avantatges:
  - Bon rendiment de 14% al 16%,[7]
  - Bona relació Wp m² (150 WC/m², el que estalvia espai en cas necessari
  - Nombre de fabricants elevat.
- Inconvenients:
  - Cost elevat

### Cel·les de silici multi-cristal·lí

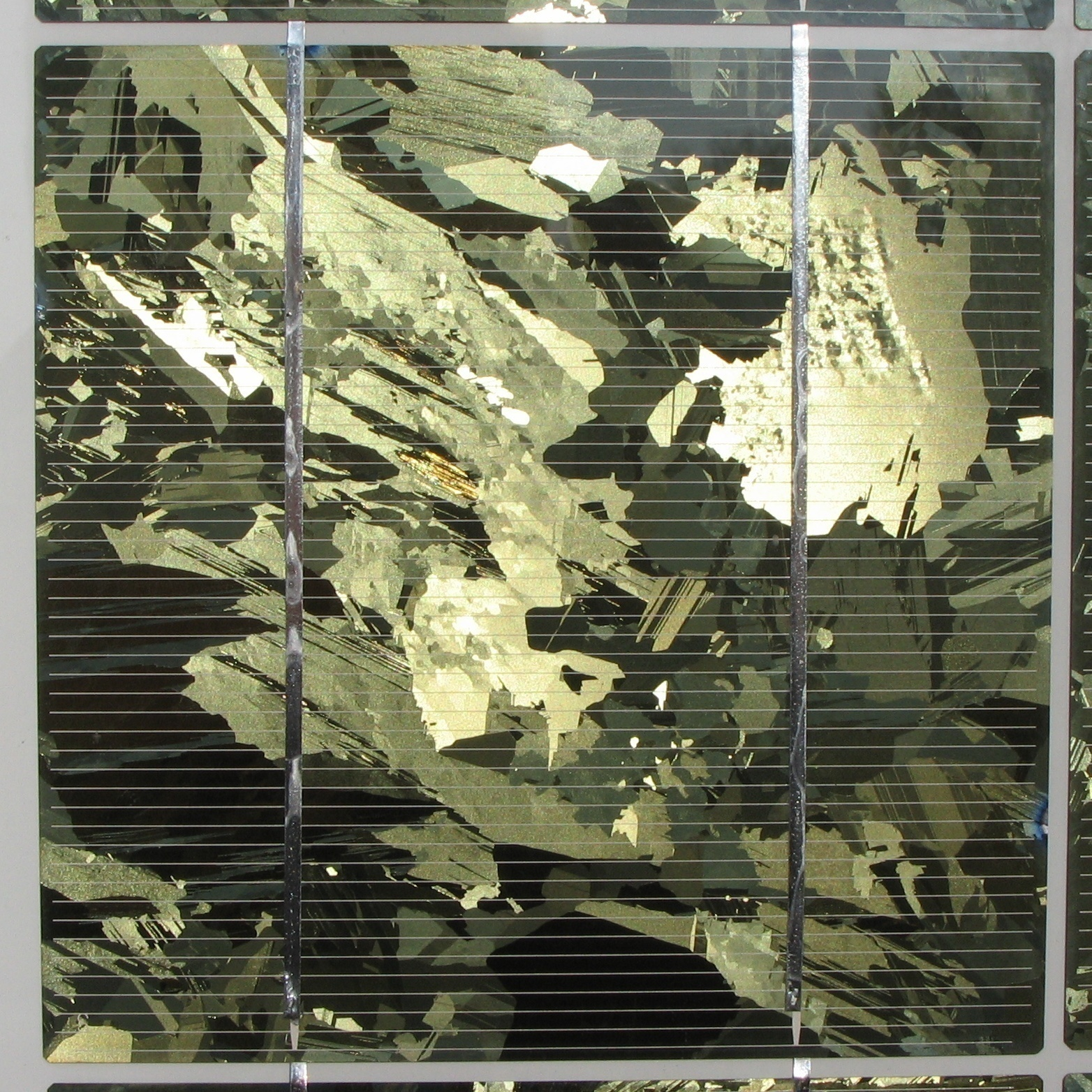
Una cel·la fotovoltaica obtinguda a partir de silici multicristal·lí

Durant el refredament de silici en un motlle es formen diversos vidres. La fotocel·la és d'aspecte blavós, però no és uniforme, es distingeixen diferents colors creats pels diferents vidres.
- Avantatges:
  - Cel·les quadrades (amb vores arrodonides en el cas de Si monocristal·lí) que permet un millor funcionament en un mòdul,
  - Eficiència de conversió òptima, al voltant de 100 Wp/m², però una mica menor que en el monocristall
  - Lingot més barat de produir que el monocristal·lí.
- Inconvenient
  - Baix rendiment en condicions d'il·luminació baixa.

El terme policristall s'utilitza per a les capes dipositades sobre un substrat (grans petits).

### Cel·les Tàndem
Apilament monolític de dues cel·les individuals. Mitjançant la combinació de dues cel·les (capa prima de silici amorf sobre silici cristall, per exemple) que absorbeixen en l'espectre al mateix temps se superposen, millorant el rendiment en comparació amb les cel·les individuals separades, siguin amorfes, o de tipus cristall o microcristall.
- Avantatges
  - Alta sensibilitat en un ampli rang de longituds d'ona. Excel·lent rendiment.
- Desavantatge
  - El cost és alt a causa de la superposició de dues cel·les.

### Cel·les multiunió
Les cel·les multiunió tenen una alta eficiència i han estat desenvolupades per a aplicacions espacials, compostes de diverses capes primes utilitzant l'epitàxia per feix molecular. Cada tipus de semiconductors es caracteritza per un màxim de longitud d'ona més enllà del qual no és capaç de convertir els fotons en energia elèctrica (vegeu banda prohibida). Per sota d'aquesta longitud d'ona, l'excés d'energia transportada pel fotó es perd. D'aquí el valor de la selecció de materials amb longituds d'ona tan a prop l'un a l'altre com sigui possible, de manera que absorbeixin la majoria de l'espectre solar, generant un màxim d'electricitat a partir del flux solar.
L'ús de materials compostos de caixes quàntiques permetrà arribar al 65% en el futur (amb un màxim teòric de 87%). Els dispositius de cèl·lules de unions múltiples GaAs són més eficaços. Spectrolab ha aconseguit el 40,7% d'eficiència (desembre de 2006) i un consorci (liderat per investigadors de la Universitat de Delaware) ha obtingut un rendiment de 42,8%

### Semiconductor fbi
La tècnica consisteix a dipositar un material semiconductor que conté coure, gal·li, indi i seleni sobre un suport. Una preocupació, però: els recursos de matèries primeres. Aquestes noves tècniques utilitzen metalls rars, com: indi, la producció mundial és de 25 tones per any i el preu a data d'abril del 2007 és de 1.000 dòlars per kg, el tel·luri, la producció mundial és de 250 tones a l'any, l'hali amb una producció de 55 tones a l'any i el germani amb una producció de 90 tones a l'any. Encara que les quantitats d'aquestes matèries primeres necessàries per a la fabricació de cèl·lules solars són infinitesimals, per un desenvolupament massiu de panells fotovoltaics solars s'ha de tenir en compte aquesta disponibilitat limitada.

## Ús
Les cel·les fotovoltaiques s'utilitzen a vegades soles (il·luminació de jardí, calculadores, ...) o agrupades en panells solars fotovoltaics.
S'utilitzen per reemplaçar les bateries (l'energia és de bon tros la més cara per a l'usuari), les cel·les han envaït les calculadores, rellotges, aparells, etc.
És possible augmentar el seu rang d'utilització emmagatzemant mitjançant un (condensador o bateria elèctrica). Quan s'utilitza amb un dispositiu per emmagatzemar energia, cal col·locar un díode en sèrie per evitar la descàrrega del sistema durant la nit.
S'utilitzen per produir electricitat per a moltes aplicacions (satèl·lits, parquímetres, ...), i per a l'alimentació de les llars o en una xarxa pública en el cas d'una central solar fotovoltaica.

## Recerca i desenvolupament

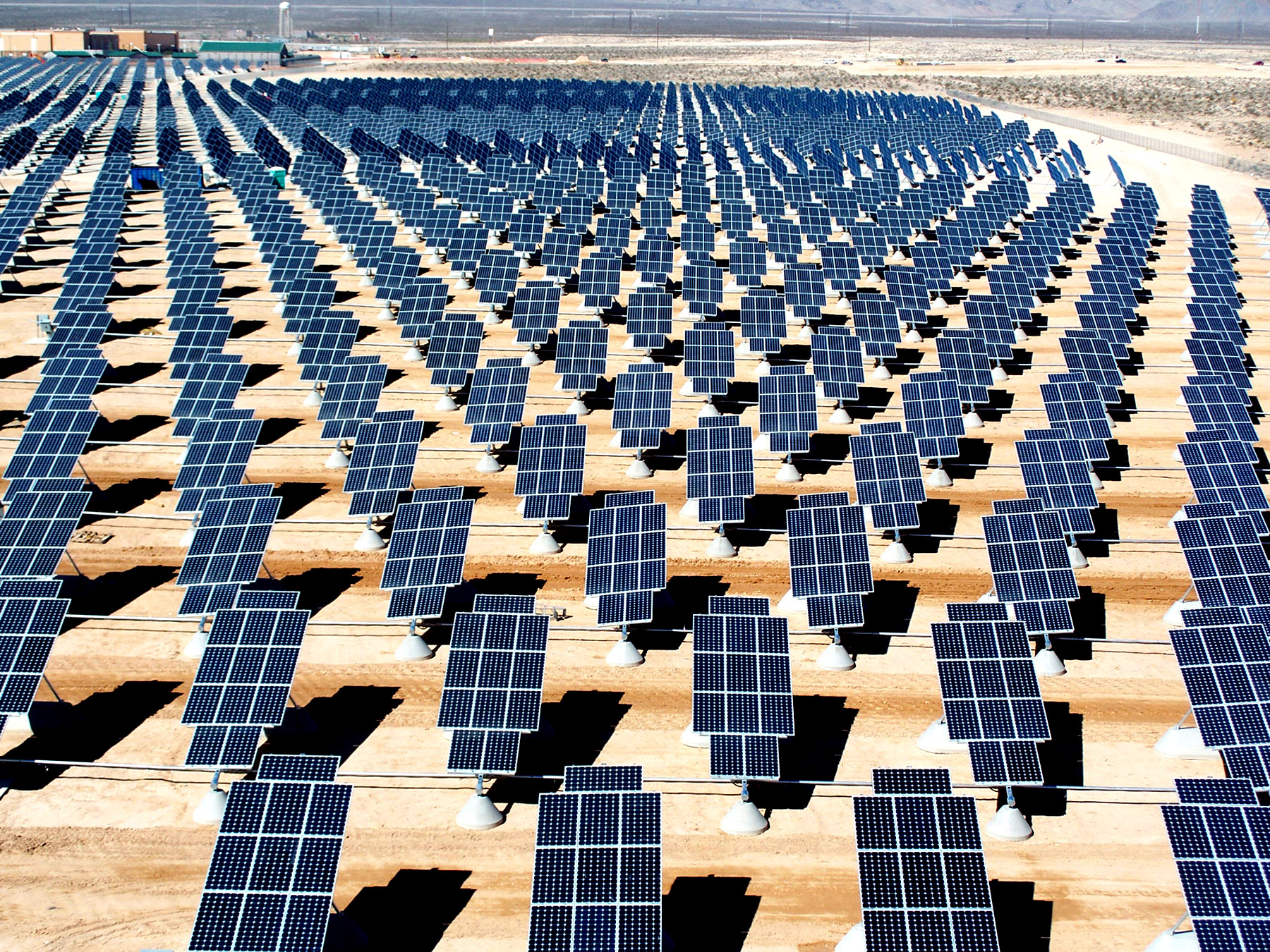
Panells fotovoltaics

La tècnica no ha arribat a la maduresa i moltes vies de recerca estan sent explorades, primer s'ha de reduir el cost de l'electricitat produïda, i també avançar en la resistència dels materials, flexibilitat d'ús, facilitat d'integració en els objectes, a la vida, etc.). Totes les etapes dels processos de fabricació es poden millorar, per exemple:
- L'empresa «Evergreen Solar» ha aconseguit fer el dipòsit de silici encara líquid en una pel·lícula on es cristal·litza directament amb el gruix precís de la làmina.
- L'empresa "Nanosolar" ha industrialitzat la producció de cèl·lules CGIs mitjançant una tècnica d'impressió en continu, esperant un cost d'1 $/W l'any 2010.
- Totes les companyies han anunciat successius augments de l'eficiència de les seves cèl·lules.
- La mida de les hòsties està creixent de manera constant, reduint el nombre de manipulacions
- Es tracta d'utilitzar millor totes les longituds d'ona de l'espectre solar (incloent l'infraroig, el que obre perspectives interessants: la conversió directa de la llum d'una flama en electricitat, refrigeració).
- Concentradores  (ja utilitzats en els satèl·lits) s'estan provant a la terra. A través de miralls i lents incrustats al panell, focalitzen la radiació en la cèl·lula fotovoltaica A finals de 2007, Sharp ha anunciat la disponibilitat d'un sistema d'enfocament fins a 1.100 vegades la radiació solar (contra 700 vegades per a la marca la imatge de 2005), a principis de 2008, Sunrgi ha assolit 1.600 vegades. La concentració permet disminuir la proporció dels grups de panells dedicats a la producció d'electricitat i, per tant, el seu cost. D'altra banda, aquests nous materials suporten molt bé l'elevada temperatura deguda a la concentració del flux solar.[9]
- S'està estudiant també la possibilitat d'unir el silici amorf i el cristal·lí per  heterojunció  en una cèl·lula solar més simple de més del 20% d'eficiència. Projecte de 2 anys anunciat a principis de 2008, amb la participació del  Laboratori d'Innovació per a Noves Tecnologies Energètiques i Nanomaterials  del CEA-Liten i l'empresa coreana  JUSUNG  (proveïdor d'equipament per als fabricants de semiconductors), amb el INES (Savoy) on la CEA-Liten ha concentrat les seves activitats en l'energia solar.
- Altres semiconductors (seleni; associació coure-indi-seleni (CIS) de pel·lícula fina) s'estan estudiant per exemple a França per l'institut de recerca i desenvolupament en energia fotovoltaica (IRDEP[10]). El CIS sembla oferir un modest rendiment del 12%, però amb baix cost de fabricació.
- Els compostos orgànics (matèries plàstiques) també poden ser utilitzades per fer cèl·lules fotovoltaiques de polímers, i podria arribar a fer-se panells flexibles i lleugers, rajoles, teixits o espelmes solars, és d'esperar que de fabricació a baix cost. En l'actualitat els rendiments són baixos (5% com a màxim), així com la seva vida, i encara queden molts problemes tècnics per resoldre. A principis de 2008, el grup japonès  Fujikura  anunciava[11] haver posat a prova (1000 hores a 85 ° C i amb una humitat del 85%) unes cèl·lules fotovoltaiques orgàniques de tipus Grätzel no només més resistent, sinó que el seu rendiment va millorar del 50 al 70% amb una superfície rugosa que distribueix a l'atzar la llum reflectida dins de la cèl·lula on s'alliberen de nou les càrregues elèctriques mitjançant l'activació d'altres pigments fotosensibles.
- Un equip dels EUA de Boston College a Chestnut Hill (Massachusetts) ha desenvolupat panells solars capaços de recuperar l'espectre infraroig i convertir en electricitat. Això permetria la producció d'electricitat a partir de qualsevol font de calor, fins i tot a la nit.[12] Fins ara, només una part de la radiació de la llum visible, predominantment verd i blau, es transformava en electricitat i la radiació infraroja s'utilitzava en els panells tèrmics per escalfar l'aigua.
- Així mateix, es pretén fabricar cèl·lules transparents; models impulsats per l'Institut alemany Fraunhofer per a la Mecànica de Materials (IWM; projecte "METCO"[13] suggereixen que les cèl·lules transparents bicapa podrien algun dia ser produïdes industrialment. els semiconductors de tipus P transparents semblen més difícils de produir (el fòsfor podria ser un dopant-P del òxid de zinc, però el nitrogen sembla més prometedor.[14])

## Tipus
Les cèl·lules fotoelèctriques es classifiquen en tres generacions que indiquen l'ordre d'importància i rellevància que han tingut històricament. En el present hi ha investigació en les tres generacions mentre que les tecnologies de la primera generació són les que més estan representades en la producció comercial amb el 89.6% de producció en 2007.

### Primera generació
Les cel·les de la primera generació tenen gran superfície, alta qualitat i es poden unir fàcilment. Les tecnologies de la primera generació no permeten ja avenços significatius en la reducció dels costos de producció. Els dispositius formats per la unió de cel·les de silici s'estan acostant al límit d'eficàcia teòrica que és del 31% i tenen un període d'amortització de 5-7 anys.

### Segona generació
Els materials de la segona generació han estat desenvolupats per satisfer les necessitats de subministrament d'energia i el manteniment dels costos de producció de les cel·les solars. Les tècniques de fabricació alternatives, com la deposició química de vapor, i la galvanoplàstia té més avantatges, ja que redueixen la temperatura del procés de manera significativa.
Un dels materials amb més èxit en la segona generació han estat les pel·lícules fines de tel·luri de cadmi (CdTe), cigs, de silici amorf i de silici microamorf. Aquests materials s'apliquen en una pel·lícula fina en un substrat de suport tal com el vidre o la ceràmica, la reducció de material i, per tant, dels costos és significativa. Aquestes tecnologies prometen fer més grans les eficiències de conversió, en particular, el cigs-CIS, el DSC i el CdTe que són els que ofereixen els costos de producció significativament més barats. Aquestes tecnologies poden tenir eficiències de conversió més altes combinades amb costos de producció més barats.
Entre els fabricants, hi ha una tendència cap a les tecnologies de la segona generació, però la comercialització d'aquestes tecnologies ha estat difícil. El 2007, First Solar va produir 200 MW de cel·les fotoelèctriques de CdTe, el cinquè fabricant més gran de cel·les en 2007. Wurth Solar comercialitzar la seva tecnologia de cigs el 2007 produint 15 MW. Nanosolar comercialitzar la seva tecnologia de cigs el 2007 i amb una capacitat de producció de 430 MW per a 2008 als EUA i Alemanya. Honda Soltec va començar a comercialitzar la seva base de panells solars cigs el 2008.
El 2007, la producció de CdTe representar 4,7% del mercat, el silici de pel·lícula fina el 5,2%, i el cigs 0,5%.

### Tercera generació
Es denominen cel·les solars de tercera generació a aquelles que permeten eficiències de conversió elèctrica teòriques molt més grans que les actuals i a un preu de producció molt menor. La investigació actual es dirigeix a l'eficiència de conversió del 30-60%, mantenint els materials i tècniques de fabricació a un baix cost. Es pot sobrepassar el límit teòric d'eficiència de conversió d'energia solar per a un sol material, que va ser calculat el 1961 per Shockley i Queisser en el 31%
Hi ha diversos mètodes per aconseguir aquesta alta eficiència inclòs l'ús de cel·la fotovoltaica multiunió, la concentració de l'espectre incident, l'ús de la generació tèrmica per radiació ultraviolada per augmentar la tensió, o l'ús de la radiació infraroja per a l'activitat nocturna.

### Full de ruta de l'energia fotovoltaica
Aquests són alguns dels objectius que la indústria japonesa s'ha proposat:
| Tema                                     | Objectiu per al 2010 | Objectiu per al 2020 | Objectiu per al 2030 |
| ---------------------------------------- | -------------------- | -------------------- | -------------------- |
| Cost de producció                        | 100 ien/watt         | 75 ien/watt          | <50 ien/watt         |
| Durada de vida                           | -                    | +30 anys             | --                   |
| Consum de matèria primera                | -                    | -                    | 1 g/watt             |
| Cost del convertidor                     | -                    | -                    | 15 000 ien/kW        |
| Cost de la bateria                       | -                    | 10 ien/Wh            | --                   |
| Eficiència de la cel·la cristal·lina     | 20%                  | 25%                  | 25%                  |
| Eficiència de la cel·la de capa prima    | 15%                  | 18%                  | 20%                  |
| Eficiència de la cel·la CIS              | 19%                  | 25%                  | 25%                  |
| Eficiència de la cel·la III-V            | 40%                  | 45%                  | 50%                  |
| Eficiència de la cel·la "Dye sensitized" | 10%                  | 15%                  | 18%                  |

Font NEDO (Japó), 134.62 ien=1 d'agost de 2009